# Rio Huia
O Rio Huia é um rio localizado na Ilha do Sul da Nova Zelândia. Ele flui para o norte onde se encontra com o rio Kakapo aproximadamente dois quilômetros antes da última queda no rio Karamea, 17 quilômetros ao leste de Karamea. 